# SAS Nagar (dystrykt)
Sahibzada Ajit Singh Nagar (dystrykt) – dystrykt w stanie Pendżab w Indiach.

## Informacje
Dystrykt powstał 14 kwietnia 2006 roku po wydzieleniu terenów dystryktów Ropar i Patiala. Dzieli się na trzy teshile: Sahibzada Ajit Singh Nagar, Derabassi i Kharar.

## Demografia
W 2011 roku w dystrykcie Sahibzada Ajit Singh Nagar mieszkało 612,310 ludności, w tym 313 291 mężczyzn i 299 019 kobiet. W stosunku do wyników spisu z 2001 roku wzrosła gęstość zaludnienia z 499 osoby na kilometr kwadratowy do 570 osób, przy powierzchni dystryktu wynoszącej 1282 km². Według spisu ludności z 2011 roku 79,78% ludności potrafi czytać i pisać, w tym 85,41% mężczyzn i 73,93% kobiet.

## Turystyka
Dystrykt ma dobre połączenia drogowe. Turyści z zagranicy mogą skorzystać z leżącego najbliżej portu lotniczego Czandigarh. Warto zwiedzić Gurudwarę Shri Amb Sahib, Gurdwarę Sheeda Sahib w Sohana.